# Orobas: Book of Angels Volume 4
Orobas: Book of Angels Volume 4 es un álbum de Koby Israelite en el que interpreta composiciones de John Zorn. Es parte del segundo libro Masada, The book of angels.

## Recepción
La reseña de Allmusic escrita por Thom Jurek le otorgó 4 estrellas al álbum, señalando que "Orobas: Book of Angels, Vol. 4 es otro esencial cuatro-de-cuatro y contando. Este es el conjunto de grabaciones más estimulante que Tzadik ha ofrecido en bastante tiempo. Para quienes no han escuchado a Israelite, esta es una oportunidad fantástica ".

## Lista de pistas
Todas las  composiciones a cargo de John Zorn.
1. "Rampel" - 6:31
2. "Zafiel" - 4:40
3. "Ezgadi" - 5:16
4. "Nisroc" - 4:56
5. "Negef" - 5:54
6. "Khabiel" - 6:28
7. "Chayo" - 6:27
8. "Rachmiel" - 8:08

## Integrantes / intérpretes
- Koby Israelite – batería, percusión, acordeón, teclados, guitarra, buzuki, Bulbul Tarang, voces, flauta, bajo eléctrico, cajón, arreglos
- Sid Gauld – trumpeta
- Yaron Stavi – bajos, voces
- Stewart Curtis – flauta de pico, flautín, clarinete